# الحرس الفارانجي

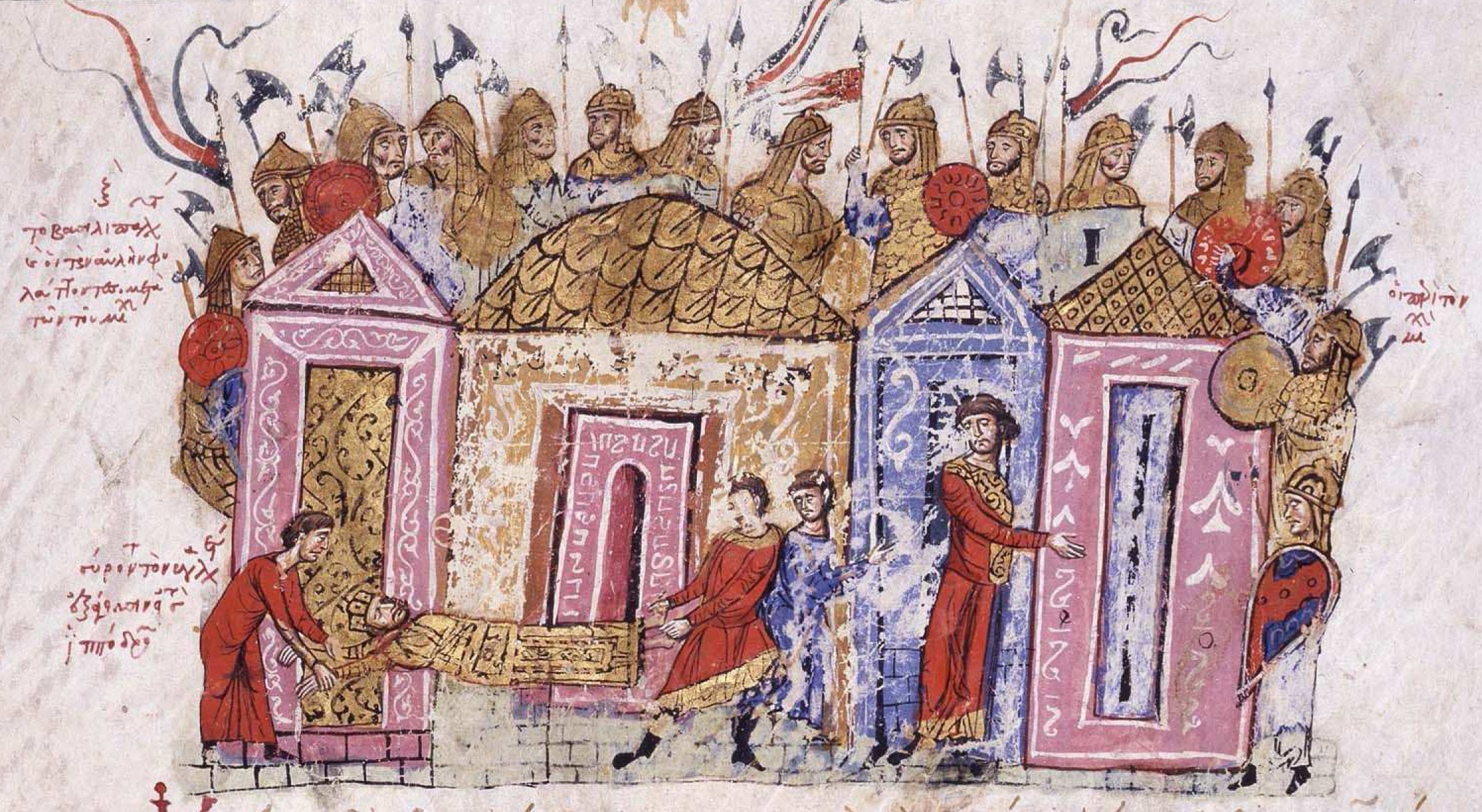
الحرس الفارانجي، رسم توضيحي من جون سكيلتزس

الحرس الفارانجي (باليونانية: Τάγμα των Βαράγγων)‏ كان وحدة النخبة في الجيش البيزنطي بين القرنين العاشر والرابع عشر وشكلوا الحراس الشخصيين للأباطرة البيزنطيين.